# Boulton Paul Bobolink
Boulton Paul P.3 Bobolink byl britský stíhací letoun vyvinutý v době první světové války společností Boulton & Paul Ltd.

## Vznik a vývoj
Bobolink byl prvním letounem navrženým společností Boulton & Paul v Norwichi, která původně stavěla skládací dřevěné budovy a sportovní motorové čluny, ale během války začala, jako mnoho dalších výrobců, v licenci vyrábět bojové letouny. Typy které stavěla zahrnovaly Sopwith 1½ Strutter a Sopwith Camel.
Poté, co britské Ministerstvo letectví vzneslo požadavek v podobě specifikace A.1A na náhradu Sopwithu Camel, šéfkonstruktér společnosti Bolton & Paul John D. North vypracoval návrhy označené P.3 a P.5. Na základě těchto návrhů obdržela společnost Boulton & Paul 1. prosince 1917 objednávku tří prototypů P.3 a tří P.5. Projekt P.5 byl záhy zrušen a nadále se pokračovalo jen na dokončení P.3, který se měl zúčastnit porovnávací soutěže s konkurenčními prototypy letounů Austin A.F.T.3 Osprey, British Nieuport BN.1 a Sopwith Snipe.
Bobolink byl plátnem potažený celodřevěný dvouplošník s dvoukomorovým systémem mezikřídelních vzpěr poháněný čtvrtým vyrobeným rotačním motorem Bentley B.R.2 výjimečně připuštěným k letovému provozu. Výzbroj dvou synchronizovaných kulometů Vickers ráže 7,7 mm původně doplňoval třetí výkyvný kulomet Lewis, umístěný uprostřed baldachýnu horního křídla střílející nad okruhem dvoulisté vrtule. Nezvyklým prvkem konstrukce bylo použití dvou hlavních palivových nádrží, které bylo možno v případě požáru za letu nouzově odhodit. Byly umístěny v trupu za sedadlem pilota, od něhož byly odděleny pancéřovým plátem. Křidélka zpočátku nesly jen vrchní nosné plochy.
Prototyp P.3 (sériové číslo C8655), dokončený ještě v prosinci 1917, poprvé vzlétl v Mouseholdu s kapitánem F. Courtneyem začátkem roku 1918, a v březnu téhož roku se zapojil do oficiálních zkoušek v Martlesham Heath. Brzy po záletu obdržel ke zlepšení obratnosti a příčné řiditelnosti nové dolní křídlo, vybavené rovněž křidélky. Kulomet Lewis byl demontován i se závěsem.
Bobolink a Snipe byly výkonnostně podobné, ale Snipe byl hodnocen jako výrobně méně náročný, a Bobolink měl horší vlastnosti při pohybu na zemi, což vedlo k tomu, že se vítězem soutěže stal Snipe.
Firma Boulton & Paul poté P.3 nadále vylepšovala. Směrové kormidlo bylo vybaveno velkým rohovým vyvážením, tuhé vzpěry propojující ovládání křidélek na horním a dolním křídle nahradila lanka. 9. dubna 1918 byla zrušena objednávka zbývajících dvou Bobolinků, které zůstaly nedostavěny a továrna zahájila přípravu na licenční produkci Sopwithů Snipe.
Jediný exemplář P.3 byl ještě 18. června 1918 dodán námořnímu oddělení Royal Air Force v Hendonu, kde byl testován jako potenciální palubní stíhací letoun. Zkoušky byly ukončeny 21. června, kdy jej definitivně převzala mateřská továrna.

## Specifikace
Údaje podle publikace Boulton Paul Aircraft since 1915

### Technické údaje
- Posádka: 1
- Délka: 6,096 m (20 stop)
- Rozpětí: 8,839 m (29 stop)
- Výška: 2,54 m (8 stop a 4 palce)
- Nosná plocha: 24,71 m² (266 čtverečních stop)
- Prázdná hmotnost: 556,1 kg (1 226 lb)
- Vzletová hmotnost: 903,5 kg (1 992 lb)
- Pohonná jednotka: 1 × rotační motor Bentley B.R.2
- Výkon pohonné jednotky: 230 hp (171,5 kW)

### Výkony
- Maximální rychlost: 201,1 km/h (125 mph) ve výši 4 572 m (15 000 stop)
- Dostup: 5 943,6 m (19 500 stop)
- Dolet:
- Vytrvalost: 3¼ hodiny ve výši 15 000 stop
- Výstup do výše 1 981 m (6 500 stop): 5 minut 20 sekund
- Výstup do výše 3 050 m (10 500 stop): 9 minut 20 sekund
- Výstup do výše 4 572 m (15 000 stop): 18 minut

### Výzbroj
- 2 × synchronizovaný kulomet Vickers ráže 7,7 mm